# Right Now (álbum de Atomic Kitten)
| Críticas profissionais | Críticas profissionais |
| Avaliações da crítica  | Avaliações da crítica  |
| Fonte                  | Avaliação              |
| ---------------------- | ---------------------- |
| AllMusic               | (Edição Original)      |
| NME                    | 7/10 (Edição Original) |
| NME                    | 4/10 (Re-lançamento)   |

Right Now é o álbum de estréia do girl group britânico Atomic Kitten, lançado originalmente em 23 de outubro de 2000, com a integrante original Kerry Katona, após a saída de Katona, o álbum foi relançado em 6 de agosto de 2001 com vocais de Jenny Frost e os singles "Eternal Flame" e "You Are", como novas faixas adicionais incluídas no álbum.
A primeira versão do álbum originalmente atingiu o pico de número 39, colocando o grupo em risco de ser abandonado pela gravadora; O segundo lançamento chegou ao número 1. O líder da OMD e o fundador do Atomic Kitten, Andy McCluskey, está entre os principais compositores do álbum.

## Informações
Quando Kerry Katona deixou a banda, ela foi substituída por Jennifer Frost. Ao mesmo tempo "Whole Again" estava subindo nas paradas, por isso foi decidido filmar um novo vídeo para a canção. Após o sucesso de "Whole Again", o álbum foi remasterizado e re-lançado com Jenny Frost. O álbum, portanto, fez duas aparições nas paradas, com a primeira aparição sendo um sucesso moderado e a segunda aparição vai para o número um, com 47.000 cópias vendidas em sua primeira semana de lançamento. Durante cada single lançado posteriormente, o álbum re-entrou no top 40 e até mesmo re-entrou durante a turnê de 2002. Atomic Kitten tinha re-lançado Right Now para apresentar os vocais de Frost e adicionar as novas faixas "Eternal Flame", "You Are" e "Tomorrow and Tonight". "Cradle" e "Follow Me" mantiveram os vocais de Katona, como fizeram várias outras faixas, incluindo "See Ya" e "I Want Your Love", mas os dois últimos foram rotulados bônus faixas e mudou para o final do álbum. "Whole Again" e "Right Now" foram re-gravados para o álbum multi-platina.
Existem três versões do álbum - o original que chegou ao número trinta e nove, a re-edição que superou o Reino Unido Albums Chart, e o raro lançamento japonês original.
O grupo embarcou em uma turnê asiática no início de sua carreira e o álbum foi lançado pela primeira vez no Japão, onde tiveram primeiro número um com o hit "Cradle". Devido a este sucesso asiático, o grupo re-lançou o álbum lá. Right Now foi posteriormente lançado no Reino Unido em 23 de Outubro de 2000 com uma lista de faixas ligeiramente modificada, mas no início não havia planos para se concentrar no mercado mundial. Após o sucesso de "Whole Again", o álbum e single foram lançados globalmente, exceto para os Estados Unidos e foi decidido lançar a canção de capa recém-gravada, "Eternal Flame", para o relançamento Europeu, Australiano, Sul-africano e a edição da Nova Zelândia. Uma combinação de seu próximo álbum, Feels So Good e Right Now, foi lançada para o público americano e intitulada Atomic Kitten.
Uma das primeiras ideias de Andy McCluskey, para o Atomic Kitten foi a de uma banda cartoon de pop influenciada por mangás japoneses. É por isso que muitas canções na versão original do Right Now, são altamente pop-orientais. Devido ao sucesso de "Whole Again", a re-edição de Right Now continha um som mais maduro com bastante baladas, O Atomic Kitten estava deixando seu som antigo pop-dance de lado. Em vez disso, estavam investido em músicas baseadas em baladas como "Eternal Flame", "Tomorrow and Tonight" e "You Are" que foram incluídas no álbum.

## Faixas
| Lançamento original (2000) |                                      |                                             |         |  |
| N.º                        | Título                               | Compositor(es)                              | Duração |  |
| 1.                         | "Right Now"                          | Andy McCluskey, Kershaw                     | 3:35    |  |
| 2.                         | "Follow Me"                          | Abbott, Eker, Joseph, Steve Robson, Kearney | 3:15    |  |
| 3.                         | "Cradle"                             | McCluskey, Kershaw, Strudwick               | 3:45    |  |
| 4.                         | "I Want Your Love" (Versão do Álbum) | McCluskey, Kershaw, McClarnon               | 3:15    |  |
| 5.                         | "See Ya"                             | McCluskey, Kershaw, McClarnon               | 2:52    |  |
| 6.                         | "Whole Again"                        | McCluskey, Kershaw, Godfrey, Bill Padley    | 3:03    |  |
| 7.                         | "Bye Now"                            | McCluskey, Kershaw                          | 3:29    |  |
| 8.                         | "Get Real"                           | McCluskey, Kershaw                          | 3:39    |  |
| 9.                         | "Turn Me On"                         | McCluskey, Kershaw                          | 3:40    |  |
| 10.                        | "Do What You Want"                   | McCluskey, Kershaw                          | 4:02    |  |
| 11.                        | "Hippy"                              | McCluskey, Kershaw                          | 2:48    |  |
| 12.                        | "Strangers"                          | McCluskey, Kershaw                          | 2:44    |  |
| Duração total:             | Duração total:                       | Duração total:                              | 38:07   |  |

| Faixa bônus japonesa |                     |                |         |  |
| N.º                  | Título              | Compositor(es) | Duração |  |
| 13.                  | "Daydream Believer" | John Stewart   | 3:23    |  |

| Relançamento (2001) |                                         |                                           |         |  |
| N.º                 | Título                                  | Compositor(es)                            | Duração |  |
| 1.                  | "Right Now" (1 Vocais de Jenny Frost)   | McCluskey, Kershaw                        | 3:35    |  |
| 2.                  | "Follow Me" (2 Vocais de Kerry Katona)  | Abbott, Eker, Joseph, Robson, Kearney     | 3:15    |  |
| 3.                  | "Whole Again" (1)                       | McCluskey, Kershaw, Godfrey, Padley       | 3:05    |  |
| 4.                  | "Eternal Flame" (1)                     | Billy Steinberg, Tom Kelly, Susanna Hoffs | 3:30    |  |
| 5.                  | "Tomorrow and Tonight" (1)              | McCluskey, Kershaw, Ruffin                | 3:26    |  |
| 6.                  | "Get Real" (2)                          | McCluskey, Kershaw                        | 3:40    |  |
| 7.                  | "Turn Me On" (2)                        | McCluskey, Kershaw                        | 3:42    |  |
| 8.                  | "Hippy" (2)                             | McCluskey, Kershaw                        | 2:50    |  |
| 9.                  | "You Are" (1)                           | Steve Mac, Hector, Ali Tennant, Gendler   | 3:33    |  |
| 10.                 | "Cradle" (2)                            | McCluskey, Kershaw, Strudwick             | 3:50    |  |
| 11.                 | "Bye Now" (1)                           | McCluskey, Kershaw, Foster                | 3:32    |  |
| 12.                 | "Strangers" (2)                         | McCluskey, Kershaw                        | 2:44    |  |
| 13.                 | "See Ya" (2)                            | McCluskey, Kershaw, McClarnon             | 2:52    |  |
| 14.                 | "I Want Your Love" (2; Versão do Álbum) | McCluskey, Kershaw, McClarnon             | 3:15    |  |
| Duração total:      | Duração total:                          | Duração total:                            | 47:08   |  |

| Edição japonesa (2000) |                               |                                                                    |         |  |
| N.º                    | Título                        | Compositor(es)                                                     | Duração |  |
| 1.                     | "Right Now"                   | McCluskey, Kershaw                                                 | 3:35    |  |
| 2.                     | "See Ya"                      | McCluskey, Kershaw, McClarnon                                      | 2:52    |  |
| 3.                     | "Hippy"                       | McCluskey, Kershaw                                                 | 2:50    |  |
| 4.                     | "All the Right Things"        | McCluskey, Kershaw, McClarnon, Jimmy Cauty, Drummond, Lyte, Moross | 3:19    |  |
| 5.                     | "Whole Again"                 | McCluskey, Kershaw, Godfrey, Padley                                | 3:19    |  |
| 6.                     | "Cradle"                      | McCluskey, Kershaw, Strudwick                                      | 3:18    |  |
| 7.                     | "Real Life"                   | McCluskey, Kershaw, Carr                                           | 3:18    |  |
| 8.                     | "Do What You Want"            | McCluskey, Kershaw                                                 | 3:43    |  |
| 9.                     | "Bye Now"                     | McCluskey, Kershaw                                                 | 3:57    |  |
| 10.                    | "Holiday"                     | McCluskey, Kershaw                                                 | 3:05    |  |
| 11.                    | "Strangers"                   | McCluskey, Kershaw                                                 | 2:49    |  |
| 12.                    | "Right Now" (Dance Man Remix) | McCluskey, Kershaw                                                 | 4:10    |  |
| Duração total:         | Duração total:                | Duração total:                                                     | 41:02   |  |

## Desempenho nas tabelas musicais

### Paradas semanais
| Chart (2000–01)                            | Maior posição |
| ------------------------------------------ | ------------- |
| Alemanha (Offizielle Deutsche Charts)      | 6             |
| Austrália (ARIA)                           | 86            |
| Áustria (Ö3 Austria Top 40)                | 8             |
| Bélgica (Ultratop Flandres)                | 8             |
| Dinamarca (Hitlisten)                      | 4             |
| Escócia (Official Scottish Albums)         | 1             |
| Europa (Billboard European Top 100 Albums) | 6             |
| França (SNEP)                              | 61            |
| Islândia (Tonlist)                         | 1             |
| Irlanda (IRMA)                             | 9             |
| Nova Zelândia (RMNZ)                       | 12            |
| Países Baixos (Dutch Charts)               | 44            |
| Reino Unido (UK Albums Chart)              | 1             |
| Suíça (Schweizer Hitparade)                | 4             |

## Vendas e certificações
| Região                                         | Certificação | Vendas   |
| ---------------------------------------------- | ------------ | -------- |
| África do Sul (RISA)                           | Ouro         | 25,000x  |
| Alemanha (BVMI)                                | Ouro         | 150,000^ |
| Dinamarca (IFPI Dinamarca)                     | Ouro         | 25,000^  |
| Nova Zelândia (RMNZ)                           | Platina      | 15,000^  |
| Reino Unido (BPI)                              | 2× Platina   | 600,000^ |
| Suíça (IFPI Suíça)                             | Ouro         | 25,000^  |
| ^distribuições baseadas apenas na certificação |              |          |